# Ахајски савез
Ахајски савез, или Ахајска лига, био је конфедерација грчких градова у Ахаји, територији на северној обали Пелопонеза. Првобитни савез постојао је током 5. и 4. века пре нове ере.

## Историја
Порекло Ахајског савеза вуче корене из V и IV века пре нове ере. Историјски извори наводе да су градови Ахаје (Пелопонеза) суочени са нападима пирата, прибегли заједничким мерама борбе против њих. Друга ствар која је везивала градове било је заједничко обожавање бога Зевса у храму у Егијуму. Град Егијум ће касније имати важну улогу и прилично је лако извући закључак да узрок томе лежи јер је то било место обожавања Зевса .
Савез је имао учешћа у супротстављању македонском освајању Грчке и успео је да се одржи у периоду после освајања, као и после Александрове смрти. Око 288. п. н. е. савез је распуштен од стране грчког краља - дијадоха Антигона Гонате пошто је представљао политичку опасност. Али то није трајало дуго. Подстакнути заузетошћу краља, поновним успоном Спарте, као и богатим донацијама Птолемејида и богатих авантуриста - савез Ахајаца је обновљен поново у периоду после 280. п. н. е.
Наредни период, под вођством стратега Арата, означиће како територијалну експанзију савеза тако и стварање унутрашњег јединства и институција које у много чему наликују федералним. Полиси су ипак задржали практично неокрњену унутрашњу сувереност (бар на почетку), а савез је имао контролу у области рата и спољне политике.

## Уређење
У време процвата Ахајског савеза, заједнички централни законодавни орган била је скупштина која се састајала у Егијуму на три дана у пролеће и јесен (налик данашњим пролећним и јесењим заседањима парламента) - да би донела заједничке законе и изабрала магистрате. На њој су могли говорити сви грађани из градова-савезника старији од 30 година, али приликом гласања сваки град је носио само један глас. Ово је битно из два разлога.
Први, што се овим обележјем ова скупштина представља као орган представништва градова-чланица, а не самих грађана. Пошто није било друге скупштине, ово показује да степен уједињености није био толики да доведе до праве заједничке, демократске скупштине где би гласали грађани.
Други, што ово указује на једнакост чланица, која је била апсолутно поштована.
Ово је предност овог савеза (за разлику од ранијих, где су жеље чланица за хегемонијом раздирале јединство) коју ће две хиљаде година касније писци Федералистичких списа спомињати. И не само то већ ће је сматрати неопходношћу праве федерације.
Други орган који се спомиње је веће од 120 чланова из свих градова, које је обављало више функција, од спољнополитичке до неких које наликују данашњим уставно-судским. У надлежности тог већа је било изрицање казне прекршиоцима правила савеза као и решавање спорова. Детаљи о свим функцијама као и примери рада нису познати али се и из овога могу извући неки закључци. Ово централно тело није задирало у питања унутрашњег уређења градова, што указује на висок степен аутономије конституенса. И друго, постојање судске функције, поред већ присутне законодавне, указује на одређени степен снаге централне власти.
Следећи орган који се спомиње је једно мало тело од 10 чланова које је председавало скупштином, чинећи тако један президијум. Иако извори нису сасвим јасни, дају основа за закључке да је ово тело личило на једну врсту федералне владе у којој су одређени чланови били задужени за одређене ресоре.
Последњи значајнији орган који се спомиње је стратег, који је номинално имао војну контролу. Извори пак показују да је потпуна контрола над војском чланица била употпуњена и великом цивилном влашћу. Стратег је имао право вета на предлоге поднете скупштини, а у каснијем периоду је готово преузео монопол над законодавном иницијативом. Ово указује на прилично јаку централизацију али такође и на слабљење демократског начела и јачање персоналне власти.
Друга обележја која указују на федерализацију су то да се у чланицама користио заједнички новац и још битније – да су се заједнички закони заиста и примењивали, некад мењајући већ постојеће градске. Слично конфедерацијама, полиси су ове законе примењивали самостално. Разлози њихове успешне примене су овде нешто друкчији: полиси су имали поверења у заједничку власт, желели су да остану у систему заједничке одбране, а уз то командовање војском им је било одузето. Даље, донети закони нису били бројни и никада, свесно, нису задирали у основе уређења полиса.

## Списак стратега Ахајског савеза
- Маргос 256. п. н. е. - 255. п. н. е.
- Арат из Сикиона 245. п. н. е. - 244. п. н. е.
- Диоедас 244. п. н. е. - 243. п. н. е.
- Арат из Сикиона 243. п. н. е. - 242. п. н. е.
- Егелеја 242. п. н. е. - 241. п. н. е.
- Арат из Сикиона 241. п. н. е. - 234. п. н. е.
- Лидијад из Мегалополиса 234. п. н. е. - 233. п. н. е.
- Арат из Сикиона 233. п. н. е. - 232. п. н. е.
- Лидијад из Мегалополиса 232. п. н. е. - 231. п. н. е.
- Арат из Сикиона 231. п. н. е. - 230. п. н. е.
- Лидијад из Мегалополиса 230. п. н. е. - 229. п. н. е.
- Аристомах из Аргоса 228. п. н. е. - 227. п. н. е.
- Арат из Сикиона 227. п. н. е. - 226. п. н. е.
- Хиператас 226. п. н. е. - 225. п. н. е.
- Тимоксен 226. п. н. е. - 225. п. н. е.
- Арат из Сикиона 225. п. н. е. - 218. п. н. е.
- Епират 218. п. н. е. - 217. п. н. е.
- Арат из Сикиона 217. п. н. е. - 213. п. н. е.
- Киклијад 210. п. н. е. - 209. п. н. е.
- Филопоимен 209. п. н. е. - 208. п. н. е.
- Киклијад 200. п. н. е. - 199. п. н. е.
- Аристанеј из Мегалополиса 199. п. н. е. - 198. п. н. е.
- Никострат 198. п. н. е. - 197. п. н. е.
- Аристанеј из Мегалополиса 195. п. н. е. - 194. п. н. е.
- Филопоимен 193. п. н. е. - 192. п. н. е.
- Диофан 192. п. н. е. - 191. п. н. е.
- Филопоимен 191. п. н. е. - 186. п. н. е.
- Аристанеј из Мегалополиса 186. п. н. е. - 185. п. н. е.
- Ликорт из Мегалополиса 185. п. н. е. - 184. п. н. е.
- Архон 184. п. н. е. - 182. п. н. е.
- Филопоимен 183. п. н. е. - 182. п. н. е.
- Ликорт из Мегалополиса 182. п. н. е. - 181. п. н. е.
- Каликрат 180. п. н. е. - 179. п. н. е.
- Зенарх 175. п. н. е. - 174. п. н. е.
- Архон 172. п. н. е. - 169. п. н. е.
- Меналкид из Спарте 151. п. н. е. - 150. п. н. е.
- Дијес из Мегалополиса 150. п. н. е. - 149. п. н. е.
- Демокрит 149. п. н. е. - 148. п. н. е.
- Дијес из Мегалолиса 148. п. н. е. - 146. п. н. е.
- Критолеј из Мегалополиса 147. п. н. е. - 146. п. н. е.

## Крај савеза
Управо у ипак неспутаној унутрашњој суверености полиса лежи и узрок краја савеза. Временом су расколи поводом политичких питања постали бројни, често потпиривани са стране (Рим). Централна власт показала се недораслом да спречи то и одржи кохезију. Непосредан повод за акцију Рима биће понашање савеза ненаклоњено Римљанима током Трећег македонског рата што ће на крају довести до пада савеза 146. п. н. е., а Римљани ће сурово казнити вођу отпора – град Коринт. Одавде је у Федералистичким списима извучен далекосежни закључак да су федерације много склоније унутрашњим расколима чланица, него опасностима успостављања централне диктаторске власти.